# Atkarsk
Atkarsk (del ruso: Аткарск) es una ciudad del óblast de Sarátov, en Rusia, centro administrativo del raión homónimo. Está situada en la confluencia de los ríos Atkara y Medvéditsa, a 78 km (92 km por carretera) al noroeste de Sarátov. Contaba con 27 377 habitantes en 2009.

## Historia
La localidad era en sus inicios un pueblo tártaro en la desembocadura del río Atkara que ya existía desde 1358. En 1702, la Rusia zarista fundó un puesto militar con un asentamiento cuyo nombre fue derivado del río Atkara. Al principio vivían allí sobre todo soldados que trabajaban tanto en el campo como en la defensa de al fortaleza. En 1774, el asentamiento fue tomado por los rebeldes de Yemelián Pugachov, tras lo que sería liberado y recibiría el estatus de ciudad en 1780. A principios del siglo XIX contaba con alrededor de 1.200 habitantes.
Con la construcción de la línea férrea entre Tambov y Sarátov, Atkarsk dejó de ser una ciudad pobre, básicamente agrícola, para atraer a empleados del ferrocarril, comerciantes y artesanos, con lo que recibió un importante ímpetu que se significó en que alrededor de 13.000 habitantes vivían a en Atkarsk en 1907. Consiguió relevancia comercial sobre todo en el ámbito del grano.
La revolución de Octubre no significó un cambio para Atkarsk en lo referente a ser un centro comercial de productos agrícolas. Desde 1928 es centro del raión homónimo fundado ese año.

## Demografía
| 1897   | 1926   | 1939   | 1959   | 1970   |
| ------ | ------ | ------ | ------ | ------ |
| 9 700  | 19 300 | 19 000 | 27 800 | 28 900 |
| 1979   | 1989   | 1996   | 2002   | 2009   |
| 29 100 | 28 877 | 29 000 | 27 907 | 27 377 |

## Cultura y lugares de interés
Merece la pena arquitectónicamente visitar el casco antiguo de Atkarsk, con algunas construcciones de finales del siglo XIX y principios del XX, como la cámara municipal, algunas viejas bibliotecas y escuelas, el edificio del correo y el de la estación. El museo de etnografía local y el jardín botánico son también lugares de interés.

## Transporte
Atkarsk se encuentra en la vía férrea Sarátov-Astracán-Moscú.

## Galería

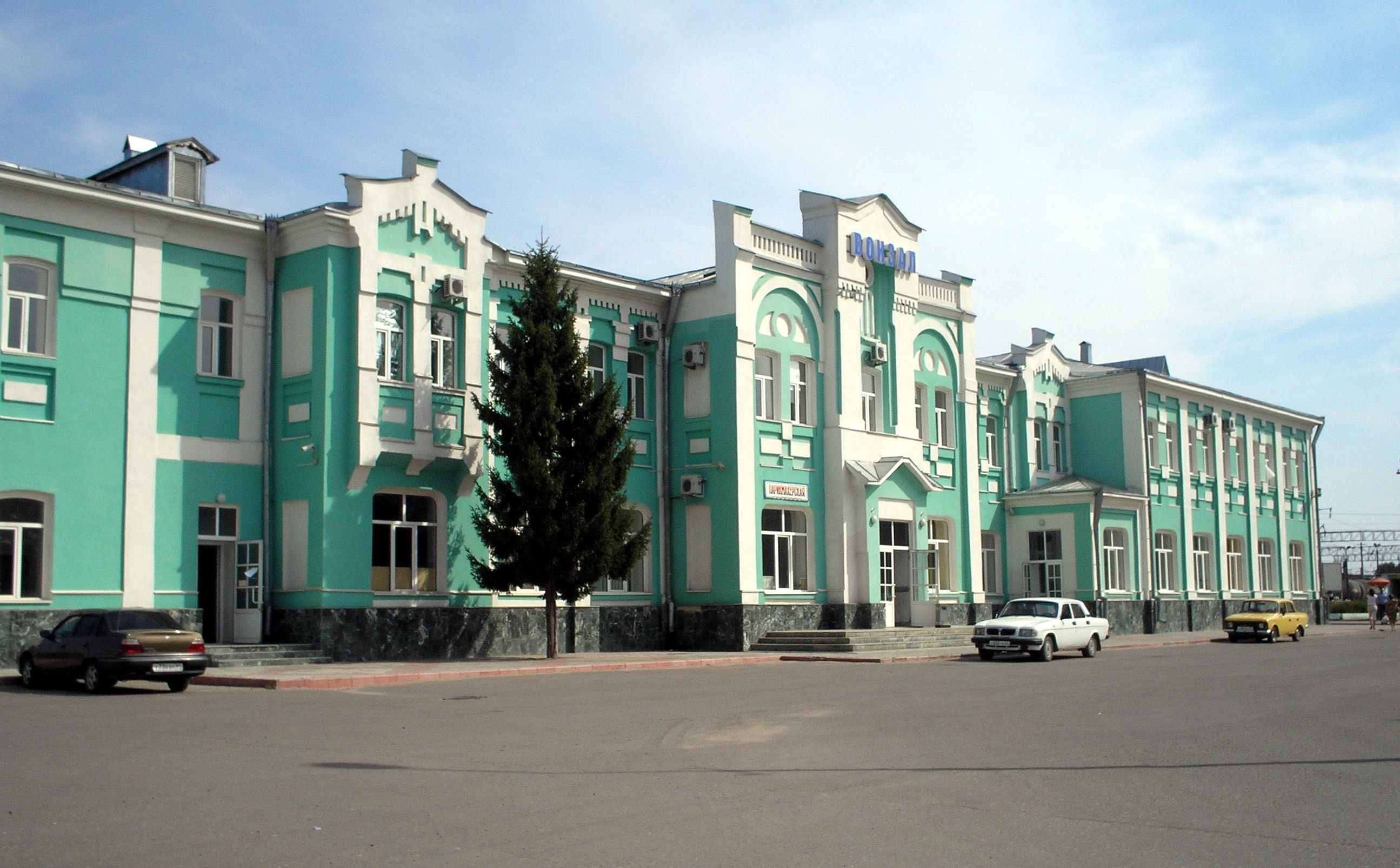
Estación de ferrocarril de Atkarsk
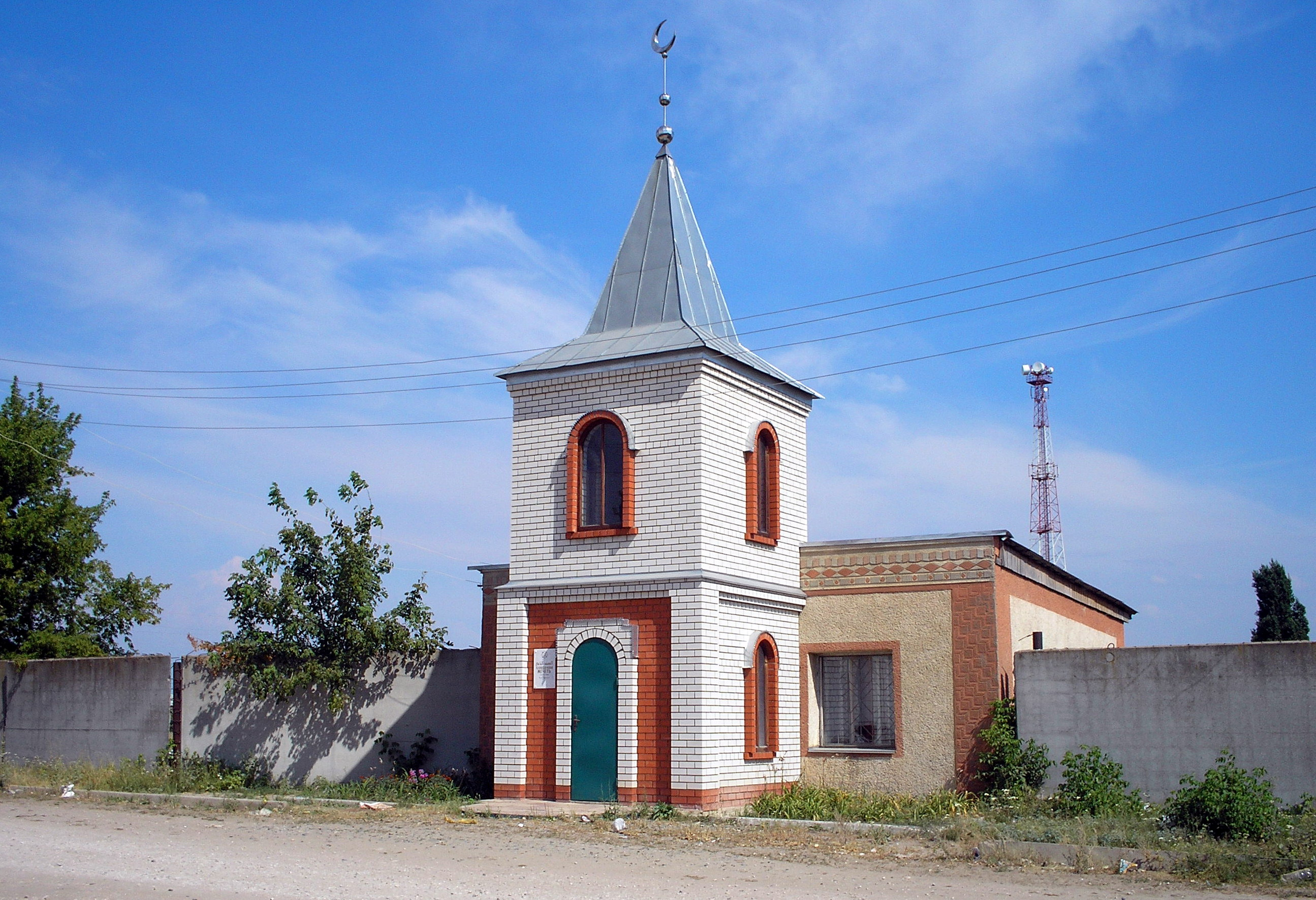
Mezquita de Atkarsk
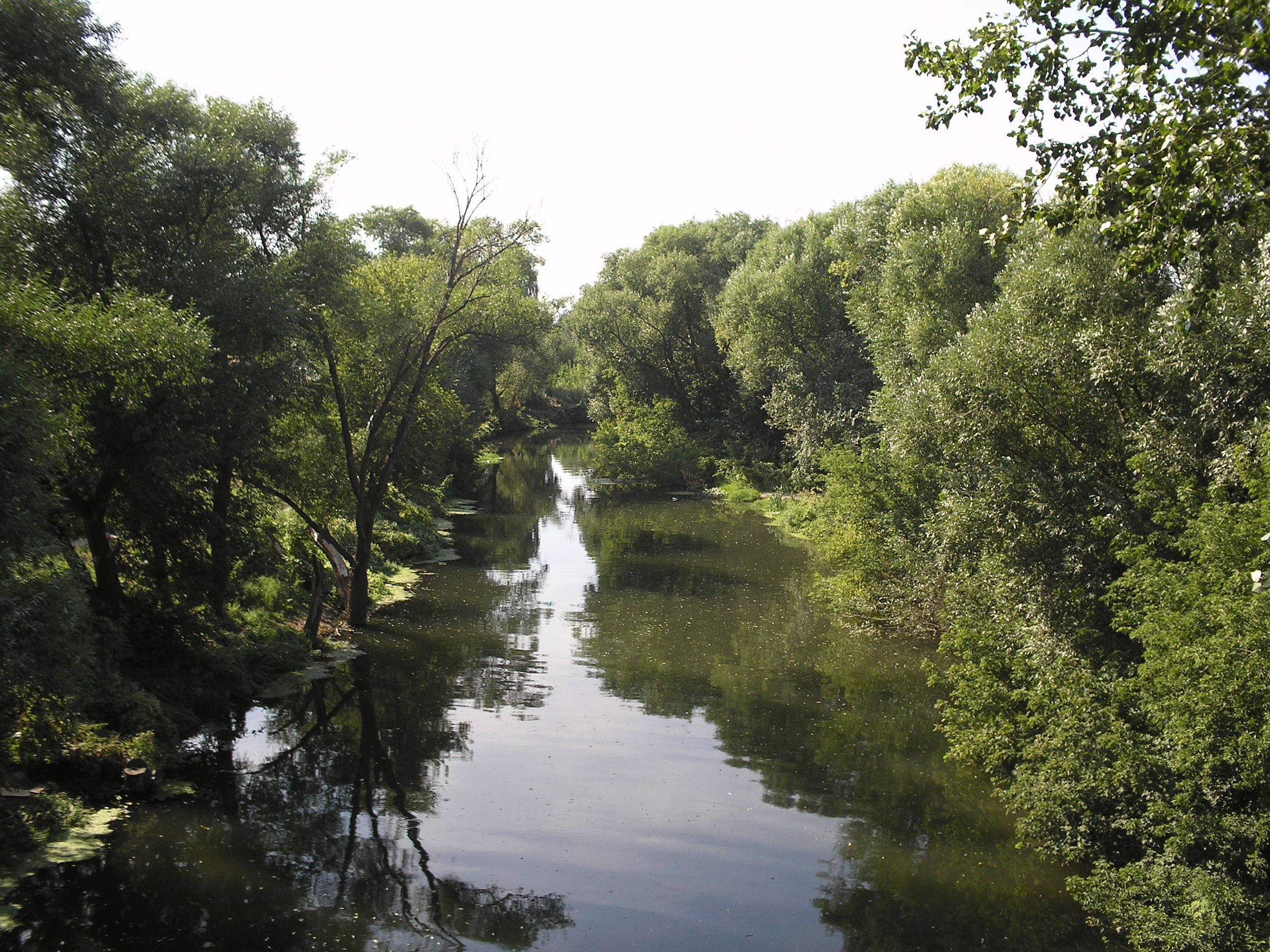
El río Medvéditsa a su paso por Atkarsk